# Greater Ridgeway
Il Greater Ridgeway (Sentiero maggiore), noto anche come Great Chalk Way (Via del Gesso maggiore), è un sentiero a lunga percorrenza di 583 km che attraversa l'Inghilterra da Lyme Regis nel Dorset fino a Hunstanton nel Norfolk. È un percorso combinato composto dall'unione di quattro sentieri a lunga percorrenza: il Wessex Ridgeway, il sentiero nazionale Ridgeway, l'Icknield Way e il Peddars Way.